# کمان ترکیبی

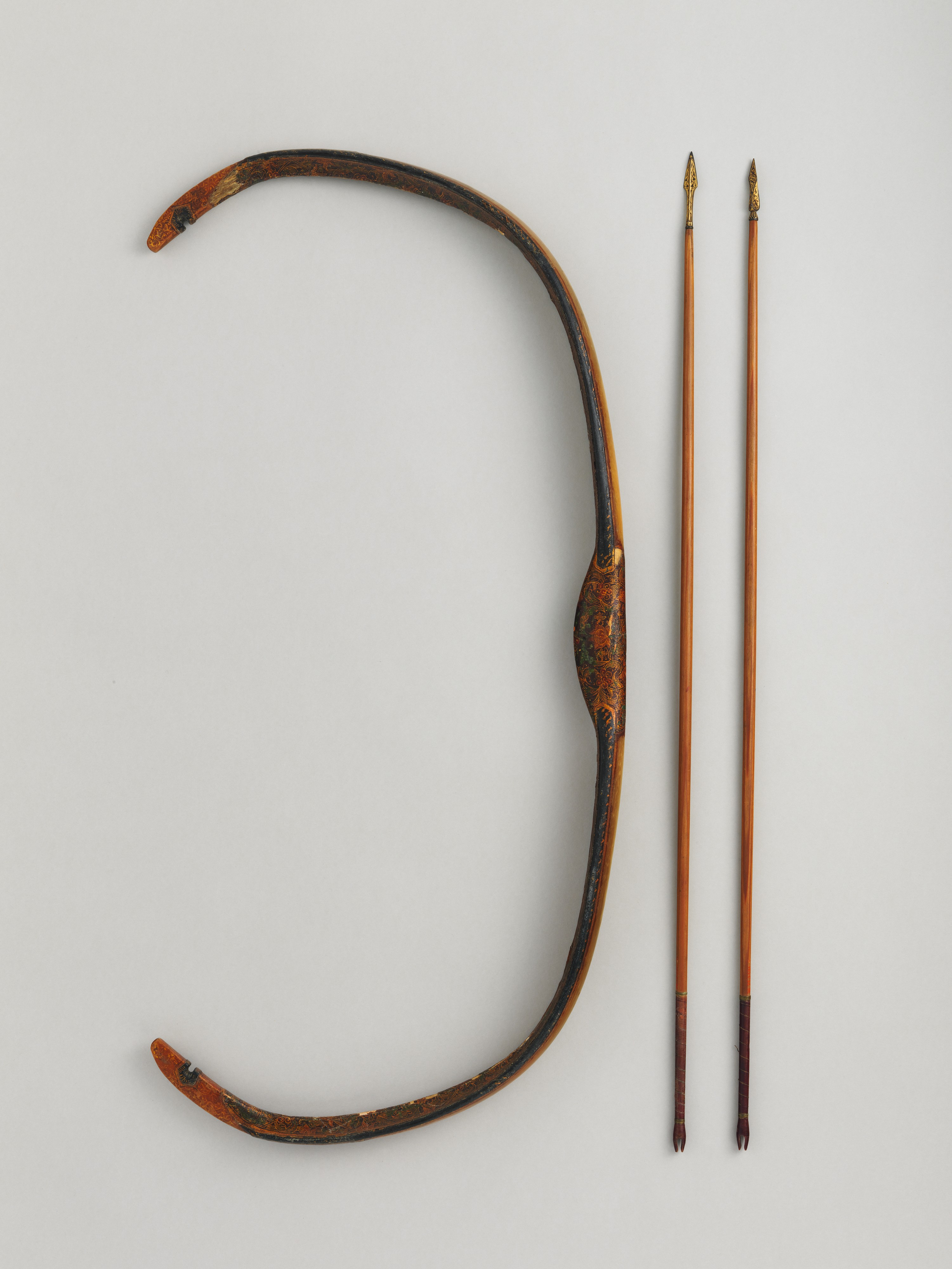
یک کمان ترکیبی عثمانی، موزه متروپولیتن نیویورک

کمان ترکیبی نوعی کمان سنتی است که از مصالحی مانند چوب، شاخ و زردپی که لایه‌لایه جمع‌شده‌اند ساخته می‌شود. 

## نمونه‌ها

### کمان ایرانی
فاصلهٔ دو سر کمان ایرانی بدون زه زیاد بوده و نیروی ارتجاعی زیادی را در خود داشت. بدنهٔ این کمان را برای پیش‌گیری از نفوذ رطوبت با پوست درخت، چرم یا پوست کوسه می‌پوشاندند. از کمان ایرانی تا اوایل سدهٔ نوزدهم استفاده گسترده‌ای می‌شد، در این زمان تفنگ‌های فتیله‌ای جایگزین کمان شدند.

### کمان کره‌ای
کمان کره‌ای-که بدان گاکگونگ می‌گویند- یک کمان کوچک ولی کاراست که با شاخ، بامبو و زردپی ساخته می‌شود و برد متوسط آن تا ۱۴۵ متر هم می‌رسد.

### کمان مجار
کمان مجار نسبتاً بلند است و از استخوان در آن به عنوان سفت‌کننده بهره می‌برند. امروزه تمایل به احیای سنت‌های باستانی مجارها در این کشور سبب برپایی مسابقات تیراندازی سواره شده است.